# Башараж
Башараж (люкс. Nidderkäerjeng, фр. Bascharage) — коммуна в Люксембурге, располагается в округе Люксембург. Коммуна Башараж является частью кантона Капеллен. В коммуне находится одноимённый населённый пункт.
Население составляет 7250 человек (на 2008 год), в коммуне располагаются 2941 домашних хозяйств. Занимает площадь 19,14 км² (по занимаемой площади 61 место из 116 коммун). Наивысшая точка коммуны над уровнем моря составляет 378 м. (81 место из 116 коммун), наименьшая 271 м. (81 место из 116 коммун).